# Wittgenstein (Film)
Wittgenstein ist eine britische Filmbiografie aus dem Jahr 1993. Mit den Elementen einer Filmkomödie beschreibt Regisseur Derek Jarman das Leben von Ludwig Wittgenstein (1889–1951).

## Handlung
In eigenwilliger Art werden in Handlungssträngen die Kindheit und die Erlebnisse Wittgensteins unter anderem im Ersten Weltkrieg, in den Schützengräben der Mittelmächte, und später an der Universität Cambridge erzählt, wo er auch seine Freundschaften mit dem Philosophen Bertrand Russell, seinem Förderer, sowie dem Volkswirt John Maynard Keynes knüpfte. Zudem thematisiert der Film Wittgensteins Homosexualität und seine philosophische Auffassung, die mit seinem Leben eng verknüpft dargestellt wird.

## Kritiken
„Eine komödiantische Einführung in Leben und Werk des österreichischen Philosophen. Ludwig Wittgensteins wesentliche Sätze und Problemstellungen werden allgemeinverständlich in Spielhandlungen gleichsam vorexerziert. Die ausgefeilten Tableaus entwickeln sich zur heiteren, dialogsicheren, hervorragend gespielten Gesamtschau auf das Leben eines philosophischen Außenseiters, mit der Derek Jarman einer verwandten Seele ein Denkmal setzt.“

## Auszeichnungen
- Teddy Award auf der Berlinale 1993: Bester Spielfilm